# Ray Nance
Willis Raymond "Ray" Nance (Chicago, Illinois, 10 de diciembre de 1913 - Nueva York, 29 de enero de 1976) fue un trompetista, violinista, cantante y bailarín estadounidense de jazz.

## Trayectoria
Comienza a tocar en 1932 en los clubs de su ciudad natal. Pronto entra a formar parte de big bands de primera línea: Earl Hines (1937), Horace Henderson (1938-1940) y Duke Ellington (1940-1944), para formar después su propio grupo. A partir de 1945 alterna estancias en la orquesta de Ellington (1945-1963, 1965) con formaciones de quinteto, con músicos como Paul Gonsalves, Chris Barber y otros. Permanecerá en Europa largas temporadas, tocando con músicos locales, especialmente en Suiza.

## Estilo
Era descrito más que como un músico, como un "animal de escena", un verdadero espectáculo, tanto en sus grupos como con la orquesta de Ellington, quien supo aprovechar perfectamente sus cualidades. Muy influido por Louis Armstrong tanto en la trompeta como cantando, poseía un swing arrebatador y un fuerte sentido del humor.

## Discografía
Esta es una discografía indicativa, no exhaustiva.
con Paul Gonsalves
- Just a-sittin' and a-rockin (Discophon - Black Lion, 1970)

con Jaki Byard
- Jaki Byard with Strings! (Prestige, 1968)

con Earl Hines
- Rosetta (Jazz Archives, selección de temas grabados entre 1937 y 1939)
- 1937-1939 (Classics, grabaciones del periodo 1937-1939)
- Harlem Lament (Sony, selección de temas del periodo 1937-1938)
- Piano Man! (ASV, selección de temas grabados entre 1937 y 1939 para RCA)
- Earl Hines and the Duke's Men (Delmark, grabaciones del periodo 1944-1947)
- 1942-1945 (Classics, grabaciones del periodo 1942-1945)

con Horace Henderson
- Horace Henderson 1940, Fletcher Henderson 1941 (Classics, 1992)

con Duke Ellington
- The Duke at Fargo, 1940: Special 60th Anniversary Edition (Storyville, 1940)
- Duke Ellington and His Great Vocalists (Sony, ca. 1940)
- Cabin in the Sky Soundtrack (Rhino, 1942)
- Indispensable Duke Ellington, Vol. 11-12 (1944-1946) (grabaciones para RCA en 1944-1946)
- The Best of the Complete Duke Ellington RCA Recordings, 1944-1946 (RCA, 1944-1946)
- Ellington Uptown (Columbia, grabaciones de 1947, 1951 y 1952)
- Masterpieces by Ellington (Columbia, grabaciones de 1950 y 1951)
- Ellington ‘55 (Capitol, 1955)
- Jazz Profile (Blue Note, grabaciones de los años 1950 y 1960)
- Drum is a Woman (Columbia, 1956)
- Black, Brown and Beige (Columbia, 1958)
- Newport 1958 (Columbia, 1958)
- First Time! The Count Meets the Duke (Columbia, 1961)
- Duke Ellington Meets Coleman Hawkins (Impulse!, 1962)
- Meets Coleman Hawkins / John Coltrane (Verve, 1963)
- The Great Paris Concert (Atlantic, 1963)
- Duke Ellington's Jazz Violin Session (Atlantic, 1963)